# GT4 European Series 2016
Die GT4 European Series 2016 war die neunte Saison des GT4 Europacups für GT-Fahrzeuge der Gruppe GT4.

## Starterfeld
| Team                                    | Fahrzeug                     | Nr. | Fahrer                       | Klasse | Rennwochenenden |
| --------------------------------------- | ---------------------------- | --- | ---------------------------- | ------ | --------------- |
| Racing Team Holland by Ekris Motorsport | Ekris M4 GT4                 | 9   | Ricardo van der Ende         | PRO    | 1-2             |
| Racing Team Holland by Ekris Motorsport | Ekris M4 GT4                 | 9   | Bernhard van Oranje          | PRO    | 1-2             |
| Racing Team Holland by Ekris Motorsport | Ekris M4 GT4                 | 8   | Simon Knap                   | PRO    | 1-2             |
| Racing Team Holland by Ekris Motorsport | Ekris M4 GT4                 | 8   | Rob Severs                   | PRO    | 1-2             |
| V8 Racing                               | Chevrolet Camaro GT4         | 2   | Luc Braams                   | PRO    | 1-2             |
| V8 Racing                               | Chevrolet Camaro GT4         | 2   | Duncan Huisman               | PRO    | 1-2             |
| V8 Racing                               | Chevrolet Camaro GT4         | 1   | Marcel Nooren                | PRO    | 1-2             |
| V8 Racing                               | Chevrolet Camaro GT4         | 1   | Donald Molenaar              | PRO    | 2               |
| V8 Racing                               | Chevrolet Camaro GT4         | 1   | Jelle Beelen                 | PRO    | 1               |
| BMW Espace Bienvenue                    | BMW M3 GT4                   | 17  | Ricardo van der Ende         | AM     | 2               |
| BMW Espace Bienvenue                    | BMW M3 GT4                   | 17  | André Grammatico             | AM     | 1-2             |
| Sofia Car Motorsport                    | Sin R1 GT4                   | 11  | Hendrick Still               | PRO    | 1-2             |
| Sofia Car Motorsport                    | Sin R1 GT4                   | 11  | Andreas Guelden              | PRO    | 1-2             |
| PROsport Performance                    | Porsche Cayman PRO4 GT4      | 18  | Peter Terting                | PRO    | 1-2             |
| PROsport Performance                    | Porsche Cayman PRO4 GT4      | 18  | Jörg Viebahn                 | PRO    | 2               |
| PROsport Performance                    | Porsche Cayman PRO4 GT4      | 18  | Daniel Rymes                 | PRO    | 1               |
| PROsport Performance                    | Porsche Cayman PRO4 GT4      | 19  | Jörg Viebahn                 | PRO    | 1               |
| PROsport Performance                    | Porsche Cayman PRO4 GT4      | 19  | Nicolaj Møller-Madsen        | PRO    | 2               |
| PROsport Performance                    | Porsche Cayman PRO4 GT4      | 19  | Mike Hansch                  | PRO    | 1               |
| PROsport Performance                    | Porsche Cayman PRO4 GT4      | 19  | Andreas Patzelt              | PRO    | 2               |
| PROsport Performance                    | Porsche Cayman PRO4 GT4      | 20  | Carsten Struwe               | INVITE | 1-2             |
| PROsport Performance                    | Porsche Cayman PRO4 GT4      | 20  | Freddy Kremer                | INVITE | 1-2             |
| Villorba Corse                          | Maserati GranTurismo MC GT4  | 77  | Alessandro Fogliani          | AM     | 1-2             |
| Villorba Corse                          | Maserati GranTurismo MC GT4  | 77  | Patrick Zamparini            | AM     | 1-2             |
| Villorba Corse                          | Maserati GranTurismo MC GT4  | 90  | Luca Anselmi                 | PRO    | 1-2             |
| Villorba Corse                          | Maserati GranTurismo MC GT4  | 90  | Giorgio Sernagiotto          | PRO    | 1-2             |
| Villorba Corse                          | Maserati GranTurismo MC GT4  | 50  | Piotr Chodzen                | AM     | 1-2             |
| Allied Racing                           | BMW M3 GT4                   | 28  | Jan Kasperlik                | AM     | 1-2             |
| Allied Racing                           | BMW M3 GT4                   | 28  | Dietmar Lackinger            | AM     | 1-2             |
| Street Art Racing                       | Aston Martin Vantage GT4     | 7   | Albert Frédéric Bloem        | AM     | 1-2             |
| Street Art Racing                       | Aston Martin Vantage GT4     | 7   | Jérôme Demay                 | AM     | 1-2             |
| CRM                                     | Ginetta G55 GT4              | 30  | Eric Cayrolle                | AM     | 1               |
| CRM                                     | Ginetta G55 GT4              | 30  | Didier Moureu                | AM     | 1               |
| Swiss Team                              | Maserati GranTurismo MC GT4  | 35  | Mauro Calamia                | PRO    | 1-2             |
| Swiss Team                              | Maserati GranTurismo MC GT4  | 35  | Giuseppe Fascicolo           | PRO    | 1-2             |
| Brookspeed                              | Porsche Cayman Clubsport GT4 | 40  | Graeme Mundy                 | AM     | 1               |
| Brookspeed                              | Porsche Cayman Clubsport GT4 | 40  | Steven Liquorish             | AM     | 1               |
| Autorlando Sport                        | Porsche 911 GT4              | 76  | Ghezzi Giuseppe              | AM     | 1               |
| Autorlando Sport                        | Porsche 911 GT4              | 76  | Allessandro Giovanelli       | AM     | 1               |
| Racing Team Holland by Intercar         | BMW M3 GT4                   | 72  | Tim Coronel                  | AM     | 1-2             |
| Racing Team Holland by Intercar         | BMW M3 GT4                   | 72  | Pieter-Christiaan van Oranje | AM     | 1-2             |
| Maserati Spa                            | Maserati GranTurismo MC GT4  | 27  | Alessandro Iazzetti          | INVITE | 1               |
| Maserati Spa                            | Maserati GranTurismo MC GT4  | 46  | Romain Monti                 | INVITE | 1               |
| RYS Team KTM                            | KTM X-BOW GTR                | 14  | Laura Kraihamer              | PRO    | 1-2             |
| RYS Team KTM                            | KTM X-BOW GTR                | 14  | Jamie Vandenbalck            | PRO    | 1-2             |
| RYS Team Holinger                       | KTM X-BOW GTR                | 24  | Lennart Marioneck            | PRO    | 1-2             |
| RYS Team Holinger                       | KTM X-BOW GTR                | 24  | Tim Stupple                  | PRO    | 1-2             |
| RYS Team Kiska                          | KTM X-BOW GTR                | 34  | Caitlin Wood                 | PRO    | 1-2             |
| RYS Team Kiska                          | KTM X-BOW GTR                | 34  | Marko Helistekangas          | PRO    | 2               |
| RYS Team Kiska                          | KTM X-BOW GTR                | 34  | Maximilian Voelker           | PRO    | 1               |
| RYS Team WP                             | KTM X-BOW GTR                | 44  | Rebecca Jackson              | PRO    | 1-2             |
| RYS Team WP                             | KTM X-BOW GTR                | 44  | Thomas Krebs                 | PRO    | 1-2             |
| RYS Team Pankl                          | KTM X-BOW GTR                | 54  | Marko Helistekangas          | PRO    | 1               |
| RYS Team Pankl                          | KTM X-BOW GTR                | 54  | Doreen Seidel                | PRO    | 1               |
| RYS Team InterNetX                      | KTM X-BOW GTR                | 64  | Immanuel Vinke               | PRO    | 1-2             |
| RYS Team InterNetX                      | KTM X-BOW GTR                | 64  | Chris Vlok                   | PRO    | 1-2             |
| RYS Team True Racing                    | KTM X-BOW GTR                | 74  | Anna Neergaard Rathe         | PRO    | 1-2             |
| RYS Team True Racing                    | KTM X-BOW GTR                | 74  | Cédric Freiburghaus          | PRO    | 1-2             |
| RYS Team H&A                            | KTM X-BOW GTR                | 84  | Maciej Dreszer               | PRO    | 1-2             |
| RYS Team H&A                            | KTM X-BOW GTR                | 84  | Mads Siljehaug               | PRO    | 1-2             |

## Rennkalender und Ergebnisse
Von den insgesamt sechs Rennwochenenden fand der Saisonauftakt im Rahmen der Blancpain Sprint Series 2016 statt. Das zweite Wochenende auf dem Circuit de Pau-Ville fand im Rahmen des Grand Prix de Pau statt und war gleichzeitig das erste im Rahmen der GT4 European Series auf einem Stadtkurs ausgetragene. Die Rennen drei und vier in Silverstone und Spa werden die ersten Ausdauerennen im Rahmen der Serie sein und gemeinsam mit der British GT Championship ausgetragen. Das fünfte Rennen auf dem Hungaroring wird im Rahmen der DTM-Saison 2016 ausgetragen, das Saisonfinale im Rahmen der Finalraces in Zandvoort.
| Nr. | Datum         | Rennstrecke | Format           | Pole-Position         | Erster                                | Zweiter                                  | Dritter                       | Sieger Amateure                        |
| --- | ------------- | ----------- | ---------------- | --------------------- | ------------------------------------- | ---------------------------------------- | ----------------------------- | -------------------------------------- |
| 1   | 23. April     | Monza       | 50 min + 1 Lap   | Ricardo van der Ende  | Luca Anselmi Giorgio Sernagiotto      | Ricardo van der Ende Bernhard van Oranje | Simon Knap Rob Severs         | Alessandro Fogliani Patrick Zamparini  |
| 1   | 24. April     | Monza       | 50 min + 1 Lap   | Andreas Guelden       | Romain Monti                          | Duncan Huisman Luc Braams                | Jelle Beelen Marcel Nooren    | Ghezzi Giuseppe Giovanelli Allessandro |
| 2   | 14. Mai       | Pau         | 50 min + 1 Lap   | Andreas Patzelt       | Jörg Viebahn Peter Terting            | Nicolaj Møller-Madsen Andreas Patzelt    | Mads Siljehaug Maciej Dreszer | Dietmar Lackinger Jan Kasperlik        |
| 2   | 15. Mai       | Pau         | 50 min + 1 Lap   | Nicolaj Møller-Madsen | Nicolaj Møller-Madsen Andreas Patzelt | Duncan Huisman Luc Braams                | Lennart Marioneck Tim Stupple | Dietmar Lackinger Jan Kasperlik        |
| 3   | 12. Juni      | Silverstone | 3-Stunden-Rennen |                       |                                       |                                          |                               |                                        |
| 4   | 10. Juli      | Spa         | 2-Stunden-Rennen |                       |                                       |                                          |                               |                                        |
| 5   | 24. September | Hungaroring | 50 min + 1 Lap   |                       |                                       |                                          |                               |                                        |
| 5   | 25. September | Hungaroring | 50 min + 1 Lap   |                       |                                       |                                          |                               |                                        |
| 6   | 8. Oktober    | Zandvoort   | 50 min + 1 Lap   |                       |                                       |                                          |                               |                                        |
| 6   | 9. Oktober    | Zandvoort   | 50 min + 1 Lap   |                       |                                       |                                          |                               |                                        |